# Sant'Antonino di Susa
Sant'Antonino di Susa là một đô thị ở tỉnh Torino trong vùng Piedmont, có vị trí cách khoảng 35 km về phía tây của Torino, nước Ý. Tại thời điểm ngày 31 tháng 12 năm 2004, đô thị này có dân số 4.118 người và diện tích là 10,0 km².
Sant'Antonino di Susa giáp các đô thị: Condove, Borgone Susa, Villar Focchiardo, Vaie, và Coazze.